# Lombardska liga
Lombardska liga (lombardsko Liga Lombarda, italijansko Lega Lombarda) je bila srednjeveška zveza, ustanovljena leta 1167,  ki so jo podpirali papeži, da bi se zoperstavili poskusom Staufovskih svetorimskih cesarjev, da bi uveljavili vpliv na Kraljevino Italijo kot del Svetega rimskega cesarstva.
Na svojem vrhu je vključevala večino mest severne Italije, vendar se je njeno članstvo s časom spreminjalo. S smrtjo tretjega in zadnjega cesarja Staufovca Friderika II. leta 1250 je postala nepotrebna in je bila razpuščena.
Čeprav je prevladoval vojaški namen, je imela Lombardska liga tudi svojo stabilno vlado, ki velja za enega prvih primerov konfederacije v Evropi.

## Zgodovina
Zveza je nasledila Veronsko ligo, ki so jo leta 1164 ustanovile Verona, Padova, Vicenza in Beneška republika, potem ko je cesar Friderik I. Barbarossa zahteval neposreden cesarski nadzor nad Italijo na zboru v Roncaglii leta 1158 in začel nadomeščati podestatske sodnike s svojimi lastni komisarji. Podprl jo je papež Aleksander III. (v njegovo čast je bilo poimenovano mesto Alessandria), ki je tudi želel, da Friderikova moč v Italiji upade.
Lombardska liga, po izročilu ustanovljena  s prisego Pontide 7. aprila 1167, je vključevala – poleg Verone, Padove, Vicenze in Benetk – mesta, kot so Crema, Cremona, Mantua, Piacenza, Bergamo, Brescia, Milano, Genova, Bologna, Modena, Reggio Emilia, Treviso, Vercelli, Lodi, Parma, Ferrara in celo nekateri gospode, kot sta markiz Malaspina in Ezzelino da Romano.
Čeprav Liga ni bila deklarirano separatistično gibanje, je odkrito izpodbijala cesarjevo trditev o oblasti (Honor Imperii). Friderik I. se je boril proti mestom, zlasti proti Milanu, ki je bilo že leta 1162 zasedeno in opustošeno. Kljub temu ni mogel več izigravati mest med seboj.

V bitki pri Legnanu 29. maja 1176 je bila cesarjeva vojska končno poražena. Beneška pogodba, ki je bila sklenjena leta 1177, je vzpostavila šestletno premirje od avgusta 1178 do 1183, ko je bil v Konstanškem miru najden kompromis, po katerem so se italijanska mesta strinjala, da bodo ostala zvesta Svetemu rimskemu cesarstvu, a obdržala krajevno pristojnost in droit de régale na svojih ozemljih. Med člani Lige je začelo zavzemati poseben položaj Milano, ki mu je bil zdaj naklonjen cesar, kar je sprožalo spore predvsem z meščani Cremone.
- Lombardski zastavonoša ponovno vstopi v Milano leta 1167 (leto ustanovitve Lige), potem ko jo je leta 1162 uničil cesar Friderik I. Nizki relief Porta Romana, Milano (1171)
- Lombardske milice upodobljene na reliefu Porta Romana iz leta 1171
- Bronasta replika Konstanškega miru v Konstanci. Ilustracija komun Lombardske lige leta 1183.

Langobardska liga je bila večkrat obnovljena in po smrti Friderikovega sina Henrika VI. leta 1197 znova pridobila na veljavi, medtem ko se je moral Henrikov mladoletni sin Friderik II., izvoljen za kralja, boriti za prestol proti svojemu welfskemu tekmecu Otonu IV. Leta 1226 je Friderik, edini kralj od leta 1218 in cesar od leta 1220, nameraval sklicati kneze Svetega rimskega cesarstva v Italiji, da bi pripravili šesto križarsko vojno.

Prizadevanja cesarja Friderika II., da bi pridobil večjo moč v Italiji, so prekinila mesta, zaradi česar je Liga dobila cesarsko prepoved. Cesarjevi ukrepi so vključevali zavzetje Vicenze in njegovo zmago v bitki pri Cortenuovi leta 1237, ki je utrdila sloves cesarja kot spretnega stratega. Kljub temu je napačno ocenil svojo moč, zavrnil vse milanske mirovne predloge in vztrajal pri brezpogojni predaji. To je bil trenutek velikega zgodovinskega pomena, ko je Friderikovo sovraštvo obarvalo njegovo presojo in blokiralo vse možnosti za mirno rešitev. Milano in pet drugih mest so zdržali njegove napade, oktobra 1238 pa je moral končati neuspešno obleganje Brescie.
- Srednjeveška miniatura, ki prikazujebitko pri Cortenuovi(1237)
- Srednjeveška miniatura, ki prikazujeBitko pri Parmi(1248)
- Srednjeveška miniatura, ki prikazujeBitko pri Fossalti(1249)

Lombardska liga je ponovno prejela papeško podporo Gregorja IX., ki je leta 1239 izobčil Friderika II.,  in učinkovito nasprotoval cesarjevim prizadevanjem. Med obleganjem Parme leta 1248 je bil cesarski tabor napaden in zavzet, v bitki, ki je sledila, pa je bila cesarska stran poražena. Friderik II. je izgubil cesarski zaklad in z njim vsako upanje, da bo ohranil zagon svojega boja proti uporniškim občinam in proti papežu. Liga je bila razpuščena leta 1250, ko je umrl Friderik II. Pod njegovimi poznejšimi nasledniki je imelo cesarstvo veliko manj vpliva na italijansko politiko.

## Civilna vlada
Lombardska liga je bila poleg vojaškega zavezništva tudi eden prvih primerov konfederalnega sistema v svetu komun. Pravzaprav je Liga imela poseben svet svojih članov, imenovan Universitas, sestavljen iz predstavnikov, ki so jih imenovale posamezne občine in glasovali z večino na različnih področjih (kot je sprejem novih članov, vojna in mir s cesarjem), pristojnosti, ki so z leti vse bolj rasle. Universitas je dobila regulativno, davčno in sodno oblast, sistem, ki je primerljiv s tistim v današnji republiki.
V prvem obdobju Lige komune niso imele veliko opraviti s konfederalnimi zadevami, člani Universitas pa so bili neodvisni. V drugem obdobju so občine dobile nekaj vpliva, kot protiutež pa so bili člani bolj vključeni v politiko občinskega sveta. Poleg tega je liga z ustanovitvijo carinske unije odpravila dajatve.